# Флоренский, Александр Олегович
Александр Олегович Флоренский (1960, Ленинград) — российский художник, один из основателей ленинградской арт-группы «Митьки».

## Биография
Родился в Ленинграде в 1960 году. Выпускник ленинградской школы № 321. В 1982 году окончил факультет керамики ЛВХПУ им. Мухиной, где учился в одной группе с Ольгой Флоренской и Николаем Полисским. В 1985 году выступил одним из организаторов группы художников «Митьки». В 1990 г. проходил стажировку в Институте высших исследований пластических искусств (директор — Понтюс Хюльтен). Художник-постановщик полнометражного анимационного фильма «Митькимайер» (1992). Принимал участие во многих международных кинофестивалях (1993—1999). Много работает в области книжной графики (1988—2000). Автор иллюстраций к культовому трехтомнику Сергея Довлатова. Организатор книжного издательства «Митькилибрис» (1994). С 1997 года Александр Флоренский — один из основателей галереи «Митьки — Вхутемас» в Санкт-Петербурге. С 1995 года работает над крупномасштабными проектами совместно с Ольгой Флоренской («Джаз», «Движение в сторону йые», «Русский патент», «Передвижной бестиарий»).
Совместно с Иваном Сотниковым в 2004 создал Общество любителей живописи и рисования.
В 2008 основал совместно с Дмитрием Бугаенко Студию ручной печати Б&Ф, в которой вышли альбомы эстампов «Художники Грузии» (2008), Владимира Яшке (2009), Петра Швецова (2010), Ольги Флоренской (2010), Ии Кирилловой (2010) и следующие альбомы Александра Флоренского «Рисунки А. Флоренского к произведениям Сергея Довлатова» (2008), «Рисунки к стихам Олега Григорьева» (2009), «Знаменитые жители Санкт-Петербурга» (2010), «Окрестности Довлатова» (2011), «Про Шерлока Холмса» (2011).
Александр Флоренский неоднократно был в Иерусалиме.
13 сентября 2011 года состоялась единственная в России презентация книги «Иерусалимская азбука», созданной Александром Флоренским и иерусалимским краеведом и поэтом Михаилом Королём. Позднее, во время двух путешествий в Тбилиси художник создаёт ещё один путеводитель с картинами, иллюстрирующими небольшие заметки автора о городе, —  «Тбилисскую азбуку». Петербургская презентация «Тбилисской азбуки» и однодневная выставка работ состоялись 23 мая 2012 года в NAMEGALLERY. В марте — апреле 2012 года художник создал альбомы «Картины про Иерусалим 2012» и «Рисунки про Иерусалим 2012», в которые вошли миниатюры и зарисовки.
28 февраля 2013 года в Новом музее (Санкт-Петербург) состоялась презентация книги Бориса Гребенщикова «Иван и Данило», иллюстрированной Александром Флоренским и выпущенной издательством «Ручная печать».
В архиве Александра Флоренского хранится запись концерта Виктора Цоя у Митьков. На этой записи присутствуют неизвестные ранее песни - "Румба" и "Молодой пастушок". Последний был издан 26 мая 2014 года на очередном сборнике. Полностью концерт не издан до сих пор.

## Документальное кино
- «Мир анимации или анимации мира» (2001)[9].
- «Бесшабашные таланты» Натальи Лукиных: «О & А Флоренские — семейная фабрика искусств»[10]

## Работы находятся в собраниях
- Государственный Русский музей (Санкт-Петербург);
- Государственная Третьяковская галерея (Москва);
- Государственный музей изобразительных искусств имени А. С. Пушкина (Москва);
- Государственный Центр современного искусства (Москва)
- Киасма (Хельсинки);
- Сити Арт Музеум (Хельсинки);
- Частные коллекции

## Видео
- Открытие выставки «Рисунки к Довлатову» в Библиотеке им. М. Ю. Лермонтова. Телеканал Санкт-Петербург, 1 сентября 2011 г.